# Nerother Kopf
Der Nerother Kopf im Landkreis Vulkaneifel in Rheinland-Pfalz ist ein 651,7 m ü. NHN hoher Kegel eines erloschenen Vulkans (Schlackenkegel) bei Neroth in der Eifel.

## Geographische Lage
Der Nerother Kopf erhebt sich im Naturpark Vulkaneifel am Ostrand des Gerolsteiner Landes. Im Rahmen seiner Nordkuppe liegt er rund 1 km ostsüdöstlich von Neroth, 2,5 km westsüdwestlich von Neunkirchen, 3,5 km westlich von Pützborn und 2 km (jeweils Luftlinie) nördlich von Oberstadtfeld. Etwa 450 m von der Nordkuppe entfernt liegt die niedrigere Südkuppe. Westlich vorbei am Berg fließt durch Neroth die Kleine Kyll.

## Beschreibung und Geschichte
Auf der Nordkuppe des ursprünglich markanten Doppel-Vulkans befinden sich die unter Denkmalschutz stehende Burgruine Freudenkoppe (erbaut 1337–1340) und die Mühlsteinhöhle. In der gipfelnahen Höhle, deren Eingang bei einer 643,2 m hoch gelegenen Stelle liegt, wurde in der Silvesternacht 1919/1920 der Nerother Wandervogel gegründet.
Das Naturschutzgebiet Nerother Kopf rund um die mit Buchen bewaldete Nordkuppe ist ein beliebtes Wander- und Erholungsgebiet, erschlossen unter anderem durch den Eifelsteig, der direkt über die Kuppe führt. Die in den Hochlagen unbewaldete Südkuppe wird seit vielen Jahren für die Basaltgewinnung abgebaut; davon ist im obigen Foto am Horizont die schneebedeckte Abbaukante rechts des Gipfels erkennbar.